# Vladimír Novák (voják)
Vladimír Novák (* 2. dubna 1929 Ptenský Dvorek) je československý voják a spisovatel.

## Životopis
Vyučil se strojním zámečníkem v prostějovské firmě Wichterle a Kovařík. Na to navázal Mistrovskou strojnickou školou tamtéž a brněnskou Střední průmyslovou školou strojnickou. Do armády nastoupil k 52. dělostřeleckému pluku v Bruntále. Následně vystudoval Poddůstojnickou školu v Milovicích a studoval též školu pro důstojníky v Kostelci nad Orlicí. Absolvoval výcvik u 2. školního pluku ve slovenských Piešťanech a následně nastoupil do výcvikového střediska v Přerově. Když jej dokončil, stal se pracovníkem 17. stíhacího leteckého pluku, který sídlil v Žatci.
Od roku 1953 studoval brněnskou vojenskou technickou akademii a po jejím úspěšném ukončení byl od roku 1958 u 3. stíhacího leteckého pluku se sídlem tamtéž. Odtud po roce přešel ke stíhacímu pluku do Košic. Po dvou letech tamní služby se vrátil do Brna, ale hned následující rok (1962) se přemístil do Zvolena. Po třech letech opustil Slovensko a přešel do útvaru v Hradci Králové, v němž působil jako inspektor letectva.
Roku 1969 byl ovšem z politických důvodů propuštěn z armády a živil se coby dělník u Pozemních staveb Pardubice a posléze jako vývojový pracovník v pardubické Tesle. Po Sametové revoluci byl roku 1990 rehabilitován a nastoupil zpět k vojenskému letectvu, tentokrát do Čáslavi. Po zrušení tamní jednotky se přemístil do Staré Boleslavi. Kariéru v ozbrojených složkách ukončil roku 1994, ale až do roku 2001, kdy odešel do důchodu, pracoval pro Armádu České republiky jako její občanský zaměstnanec. V důchodovém věku žije v Liberci.

## Dílo
- NOVÁK, Vladimír. Armáda v Liberci a Libereckém kraji: vojenské posádky, vojenské útvary, vojenská zařízení, vojenské školy. 1. vyd. Liberec: Knihy 555, 2008. 136 s. ISBN 978-80-86660-27-1.